# محمد أحمد أبو رنات
محمد احمد أبو رنات (1902- 1977)  قانوني سوداني مخضرم إنضم للسلك القضائي في فترة االإحتلال الإنجليزي المصري للسودان و ترقى ليقوده في فترة السودنة و بواكير عهد الاستقلال. أسهم بشكل كبير في صياغة القوانين السودانية و توثيق العرف القانوني السوداني. شكلت أحكامه كثيراً من السوابق القضائية السودانية الباكرة.

## حياته الباكرة
ينتمي محمد أحمد أبو رنات إلى فرع المنصورية من قبيلة الشايقية. وقد ولد بمدينة النهود في غرب السودان في الأول من يناير/كانون الأول عام 1905، وتلقى تعليمه قبل الثانوي بكلية غوردون بالخرطوم في الفترة من 1917 حتى 1920 ثم واصل فيها تعليمه الثانوي، واجتاز الامتحانات النهائية في قسم المترجمين بعد إكمال السنة الرابعة. وانضم إلى خدمة حكومة السودان في وظيفة مترجم في 4 من يناير/كانون الأول سنة 1925 وعين في مدينة الأبيض، حيث عمل بها لمدة أربع سنوات و نصف ثم نقل إلى مديرية بحر الغزال في 16 يوليو / تموز 1929 ومنها إلى قسم الري في مدينة سنار في الأول من أكتوبر / تشرين الأول 1931.

## الإنضمام للقضائية
لم يكن أبو رنات راضياً عن عمله في مجال الترجمة، و درس القانون لمدة أربعة أعوام في مدرسة لندن عن طريق المراسلة، وكان يهدف للحصول على مؤهل في القانون. ولكنه وجد أن ذلك المؤهل يتطلب الجلوس لامتحان في لندن أو فلسطين. و حالت ظروفه المادية دون جلوسه للامتحان. إلا أن تعيين بعض الكتاب في وظيفة قاض جزئي دون مؤهلات قانونية دعاه للتقدم للوظيفة مع الإشارة لشهادته بالمراسلة.
بعد عدد من المخاطبات انتقل ابورنات في الأول من أغسطس/ آب 1933 للعمل ككاتب في القسم القضائي في الخرطوم وفي 18 سبتمبر/ أيلول من نفس العام نقل إلى تسجيلات الأراضي، وألحق بعدها بمدرسة الخرطوم للقانون لتلقي تعليم نظامي لمدة عامين ضمن دفعة ضمت سبعة من الموظفين الحكوميين:
1. أحمد متولي العتباني، محاسب، مديرية النيل الأزرق (لاحقاً أول نائب عام سوداني قام بإنشاء وزارة العدل و تقسيم الوزارات المختلفة عند الاستقلال).
2. محمد أحمد محجوب، مخطط، قسم الأشغال العامة (لاحقاً رئيس وزراء السودان).
3. محمد إبراهيم النور، كاتب قضائي، القسم القضائي
4. محمد أحمد أبورنات، كاتب قضائي، القسم القضائي.
5. م. ع. حسيب، قاضي شرعي، القسم القضائي.
6. محمد يوسف هاشم، قاضي شرعي، القسم القضائي.
7. إبراهيم سيد أحمد المفتي

بعد عامين ونصف تخرج الطلاب و أعلنت النتائج النهائية في حوالي منتصف عام 1938، وقد حصل عتباني على 80% والمحجوب على 66% وأبورنات على 65% والنور على 62% وحسيب على 55% وهاشم على 53% والمفتي على 50%.
عين عتباني والمحجوب والنور وحسيب وأبورنات قضاة جزئيين من الدرجة الثانية بعد نجاحهم في الامتحانات النهائية، وبدأ أبورنات عمله في الحصاحيصا في أول نوفمبر/ تشرين الثاني 1938.
نقل أبورنات من الحصاحيصا إلى كوستي في الأول من أغسطس / آب 1942. وفي الأول من نوفمبر / تشرين الثاني 1944 رقي العتباني والمحجوب وأبورنات إلى قضاة جزئيين من الدرجة الأولى، وفي نفس التاريخ نقل أبورنات إلى المحكمة العليا في الخرطوم.
تمت في هذه الأثناء عدة محاولات لإرسال العتباني وأبي رنات إلى جامعة لندن للحصول على درجة بكالوريوس القانون لكن لم تكن لهم مؤهلات الدخول للجامعة، وقد بذلت عدة محاولات لاستثنائهم دون جدوى.

### قاضياً بالمحكمة العليا
عين أبو رنات قاضياً بالمحكمة العليا بالإنابة في 30يونيو 1949 خلال غياب القاضي هايس Hayes في إجازة، و سافر إلى إنجلترا في 23 أغسطس 1949 في معية النور وحسيب لدراسة مقرر لمدة أربعة أشهر، منضمين إلى عتباني والذي سبقهم إلى هناك بغرض إجراء بعض الفحوص الطبية، واستغل فرصة وجوده في إنجلترا لدراسة نفس المقرر. وحسب ما يذكر مولانا محمد إبراهيم النور فإن بعثة القضاة السودانيين بقيت في لندن لمدة ثمانية أشهر كانوا يزورون خلالها المحاكم بالنهار ويحضرون دروس القانون في المساء في كينجس كوليج بلندن. وقد تلقوا من بروفيسور قرافيسون Gravesonمقرراً كاملاً في القانون الدولي الخاص بينما حاضرهم فيتزقيرالد Fitzgerald في القانون الدستوري للإمبراطورية البريطانية.
كانت تنتظر أبا رنات أخبار سارة بمجرد عودته من إنجلترا. فقد أصدر السكرتير القضائي في 11 أبريل 1950النشرة التالية:
(محمد أحمد أفندي أبورنات هو الثالث في ترتيب الأسبقية للقضاة الجزئيين والموظفين القضائيين السودانيين في درجة CSI من القسم الأول، وسيعين بالتأكيد في وظيفة قاضي محكمة عليا ويكون أول قاضي سوداني مؤهل من كل الجوانب لشغلها، حيث يتمتع بما هو مطلوب من العمق والدقة في المعرفة القانونية وببديهة ممتازة وبمزاج وسلوك قضائي.)
في 15 مايو 1950 عين الحاكم العام أبا رنات قاضياً بالمحكمة العليا، وبعد اربع سنوات اختير أول رئيس قضاء سوداني.
باشر محمد أحمد أبورنات عمله رئيساً للقضاء السوداني في 21 سبتمبر 1955 بعد عشرين عاماً منذ أن بدأ عمله كاتباً في القسم القضائي وبعد خمسة وعشرين عاماً منذ انضمامه للخدمة المدنية في وظيفة مترجم. أما منافسه عتباني فقد عين أول نائب عام سوداني و تولى إنشاء وزارة العدل.
تولى أبو رنات رئاسة القضاء السوداني في فترة التكوين الأول للقانون السوداني. وقد ثبت أنها لم تكن مهمة سهلة إذا ما وضعنا في الاعتبار عدم الانضباط وعدم التناسق الذي لازم القانون في ذلك الوقت.

## وصلات خارجية
رئيس القضاء أبو رنات: سيرة ذاتية، د.كرشنا فاسديف، ترجمة :د. أبو ذر الغفاري بشير عبد الحبيب و د. الرشيد حسن سيد، http://law.uofk.edu/index.php?option=com_content&view=article&id=66&lang=ar